# Le Droit du passé
Le Droit du passé est une chronique d'Auguste de Villiers de l'Isle-Adam qui parut pour la première fois dans le Figaro du 16 juillet 1884.

## Résumé
Dans cette chronique, Villiers de l'Isle-Adam s'intéresse aux circonstances dans lesquelles furent signé l'armistice mettant fin à la guerre de 1870-1871 : Jules Favre apposant son cachet sur le document avec un anneau légué par Karl-Wilhelm Naundorff.

## Texte
Le Droit du passé (lire sur Wikisource)

## Éditions
- Le Droit du passé dans le Figaro, édition du 16 juillet 1884.
- Le Droit du passé dans La Légitimité, édition du 11 janvier 1885.
- Le Droit du passé, dans L'Amour suprême, 1886.